# أنجيليك روكاس

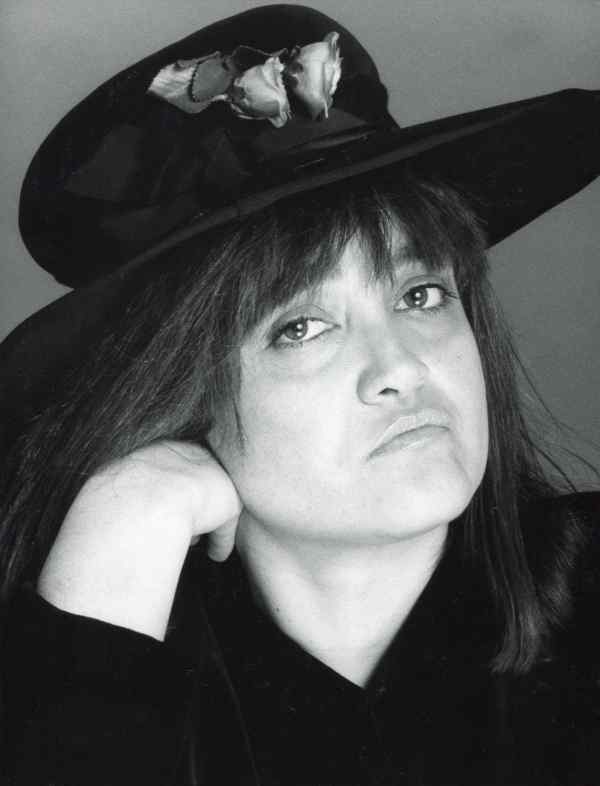
Angelique Rockas (Victorian)

أنجيليك روكاس (بالإنجليزية: Angelique Rockas)؛ (ولدت في بوكسبيرج ، جنوب أفريقيا)؛ هي ممثلة ومنتجة وناشطة بريطانية، وأبرز أعمالها هو إدخال لندن إلى أول إنتاج مسرحي متعدد الأعراق ومتعدد الجنسيات في ثمانينيات القرن العشرين. أسست روكاس مسرحًا دوليًا في المملكة المتحدة مع الراعي أثول فوجارد. كان المسرح يتألف من قوالب متعددة الأعراق في المسرحيات الكلاسيكي ، وكسر الحواجز العرقية التي كانت في السابق مقبولة في الأداء المسرحي.

## روابط خارجية
- أنجيليك روكاس على موقع IMDb (الإنجليزية)
- أنجيليك روكاس على موقع ميتاكريتيك (الإنجليزية)
- أنجيليك روكاس على موقع روتن توميتوز (الإنجليزية)
- أنجيليك روكاس على موقع ألو سيني (الفرنسية)
- أنجيليك روكاس على موقع أول موفي (الإنجليزية)
- أنجيليك روكاس على موقع قاعدة بيانات الأفلام السويدية (السويدية)
- أنجيليك روكاس على موقع قاعدة بيانات الفيلم (الإنجليزية)
- أنجيليك روكاس على موقع كينوبويسك (الروسية)